# Котонвуд (Аризона)
Котонвуд (енгл. Cottonwood) град је у америчкој савезној држави Аризона. По попису становништва из 2010. у њему је живело 11.265 становника.

## Демографија
Према попису становништва из 2010. у граду је живело 11.265 становника, што је 2.086 (22,7%) становника више него 2000. године.
| Група             | 2000.         | 2010.         |
| Белци             | 6.980 (76,0%) | 8.195 (72,7%) |
| Афроамериканци    | 45 (0,5%)     | 88 (0,8%)     |
| Азијати           | 38 (0,4%)     | 106 (0,9%)    |
| Хиспаноамериканци | 1.884 (20,5%) | 2.573 (22,8%) |
| Укупно            | 9.179         | 11.265        |